# Kotogwanda
Kotogwanda est une localité du nord-est de la Côte d'Ivoire, située dans la sous-préfécture de Koun-Fao, département de Koun-Fao, région du Gontougo, district du Zanzan. La localité de Kotogwanda est un chef-lieu de commune.
Au recensement de 2014, Kotogwanda compte 1 656 habitants.